# Anđelka Korčulanić
Anđelka Korčulanić (Split, 3. kolovoza 1956.), hrvatska književnica rođena u Splitu 1956. godine. Književnošću se počinje baviti od 2004., godine pišući poeziju, kratke priče i pjesme za djecu. Od tog perioda pa sve do 2010 godine povremneno boravi u Kanadi, Hrvatskoj i Bahamima, da bi se od 2010. trajno naselila u Splitu.
Svoj prvijenac, zbirku poezije izdaje 2012. godine.
Članica je Društva hrvatskih književnika i Hrvatskog književnog društva, Rijeka. Počasni je član Društva nezavisnih pisaca Bugarske. Dobitnica je brojnih nagrada i pohvala.
Pjesme su joj prevođene na slovenski, makedonski, engleski, bugarski i rumunjski jezik.

## Djela
Izdala je četiri samostalne zbirke poezije: Stih u boji mora“, Naklada Bošković, Split, (2012.), a u izdanju Hrvatskog književnog društva Rijeka, zbirke „Stope u pijesku vremena“ (2014.), „Na vihoru ljubavi“ (2015.) i „Bit će ti žao“ (2017.) 
Zastupljena je u više od 100 zajedničkih zbirki pjesama u Hrvatskoj, Sloveniji, Bosni i Hercegovini, Crnoj Gori, Srbiji, Makedoniji, Bugarskoj i Rumunjskoj. 